# Castillo de Lanhoso
El Castillo de Lanhoso, también denominado como Castillo de Póvoa de Lanhoso, se localiza en la Póvoa de Lanhoso, Distrito de Braga, en Portugal.
Es uno de los más imponentes castillos portugueses, contabilizando cien mil visitantes entre 1996 y 2006, y es un lugar de gran interés turístico de la región.
Levantado en la cima del Monte do Pilar –el mayor monolito granítico de Portugal–, entre los valles del Ave y del Cávado, dentro de sus muros se construyó un santuario, utilizando la propia piedra de las antiguas murallas. De camino al castillo, pueden apreciarse los vestigios de un antiguo castro romanizado. La tradición cuenta que en este castillo se refugió, por dos veces, Dª Teresa, madre de D. Alfonso Henriques (1112-1185).

## Historia

### Antecedentes
La primitiva ocupación humana del monte donde el castillo se levanta, remonta a la prehistoria, durante el periodo calcolítico, conforme a las investigaciones arqueológicas.
Tras la invasión romana de la península ibérica, quedó el monte en la ruta de la calzada romana que ligaba Bracara Augusta (actual Braga), Aquae Flaviae (hoy Chaves) y Astorga por el sur del río Cávado. Aquí se erigió una torre militar.

### El castillo medieval
Entre el siglo X y el siglo XI, existía una antigua fortificación romana en mal estado de conservación. El arzobispo D. Pedro I de Braga (1071-1091) decidió la construcción del castillo de Lanhoso para la defensa de la diócesis.
En esta defensa se refugió Dª Teresa, viuda del conde don Enrique (1093-1112) y madre de D. Alfonso Henriques, cuando fue atacada por las fuerzas de su hermanastra, Dª Urraca, reina de León. Cercada por las tropas de Dª Urraca (1121), Dª Teresa consiguió negociar un acuerdo –Tratado de Lanhoso– gracias al cual salvó la jefatura de su condado. Más tarde, Dª Teresa podría haber muerto en este castillo, según la tradición, tras ser detenida por su propio hijo tras la Batalla de San Mamede (1128), aunque, según la moderna historiografía, parece que habría muerto verdaderamente en Galicia (1130).
El castillo fue reformado en el siglo XII e inicios del siglo XIII con la construcción de la torre del homenaje.

### El santuario de la Virgen del Pilar

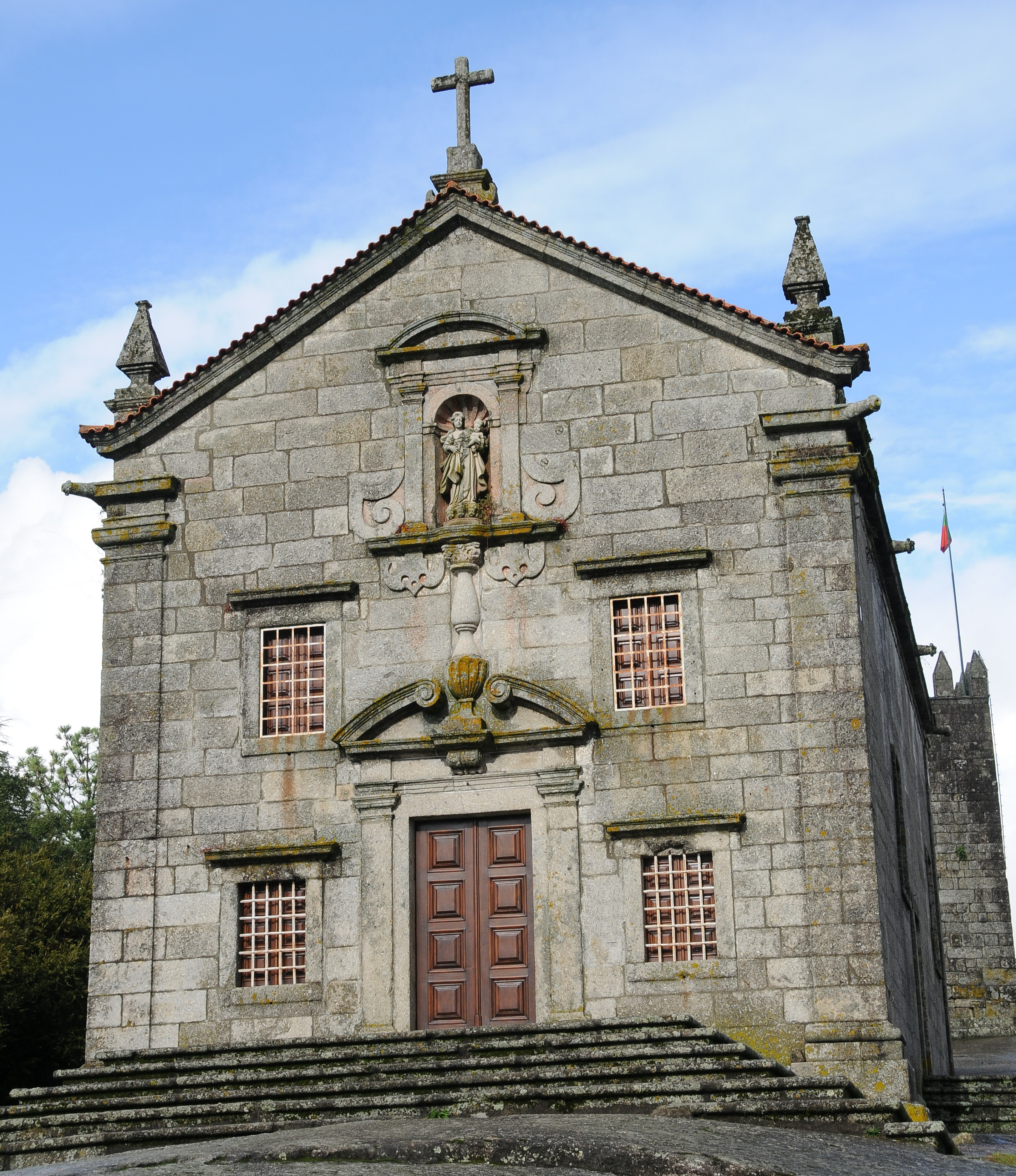
Santuário de Nossa Senhora do Pilar.

A principios de la Edad Moderna, consolidadas las fronteras de Portugal, el castillo perdió progresivamente su importancia estratégica, conociendo el abandono y la ruina. Ese proceso sería acentuado a partir del final del siglo XVII, cuando André da Silva Machado, un comerciante de Oporto, mandó levantar una réplica del Santuario do Bom Jesus de Braga. Para ese fin, obtuvo autorización para demoler el antiguo castillo y aprovechar la piedra para edificar un santuario bajo la invocación de la Virgen del Pilar (1680).
Las obras del santuario proseguían todavía en 1724.

### DelsigloXXa nuestros días
El castillo fue clasificado como Monumento Nacional por Decreto publicado el 23 de junio de 1910. En 1938, la Direcção-Geral dos Edifícios e Monumentos Nacionais de Portugal dio inicio a las obras de consolidación y restauración.